# Dallas megye (Missouri)
Dallas megye az Amerikai Egyesült Államokban, azon belül Missouri államban található. Megyeszékhelye és legnagyobb városa Buffalo. Lakosainak száma 17 071 fő (2020. április 1.). Dallas megye Camden, Laclede, Webster, Greene, Polk és Hickory megyékkel határos.

## Népesség
A megye népességének változása:
| Lakosok száma | 16 735 | 16 788 | 16 789 | 16 535 | 16 393 | 17 071 |
|               | 2010   | 2011   | 2012   | 2013   | 2015   | 2020   |